# Damone
Damone (fl. V secolo a.C.) è stato un teorico della musica greco antico, vissuto nel V secolo a.C.
Maestro e consigliere di Pericle, fu esiliato nel 444 a.C. da quest'ultimo per l'eccessiva spesa della costruzione dell'Odeon, edificio dove avevano luogo spettacoli canori. Operò principalmente ad Atene.
Damone (Δάμων) pose in rilievo gli effetti della musica sull'ethos e sull'agire dell'uomo; secondo Damone, la musica esercitava la sua influenza non solo nel singolo individuo, ma anche nell'intera collettività: la musica poteva, quindi, assumere una funzione fondamentale nell'organizzazione della società tanto che, secondo Damone, a un mutamento in campo musicale sarebbe corrisposta un'analoga rivoluzione nelle strutture politico-sociali. Di lui sappiamo che fu amico di Pericle e che, a causa di ciò, si attirò contro odi e rivalità tanto da essere esiliato per ostracismo.